# Vincent Arnould
Pour les articles homonymes, voir Arnould.
Vincent Arnould est un chef cuisinier français.
Né le 5 mars 1970 à Montbéliard, il est actuellement chef au restaurant Le Vieux Logis à Trémolat, sur les bords de la Dordogne dans le Périgord. En 2007, il lui a été décerné le titre de Meilleur ouvrier de France.
Ce fils de gendarme raconte qu'il a dû mettre la main au fourneau très jeune à la maison, pour aider ses deux sœurs, à la suite de la mort prématurée de sa mère. Une de ses deux sœurs, Myriam, étant déjà une fine cuisinière, Vincent a reçu ses premiers cours de cette manière.
Vincent, après des études à l'école hôtelière d'Audincourt dans le Doubs, va faire des rencontres qui seront autant d'étapes décisives dans sa carrière, comme Gerald Passedat et Serge Chenet.
En 1998, Vincent Arnould gagne le Prix Pierre Taittinger et prend sa première place de chef au Roy Soleil à Ménerbes, hôtel-restaurant de charme dans le Luberon près de Gordes.
En 2000, Le Vieux Logis cherchait un chef et Vincent Arnould s'y est proposé et a été accepté. C'est en tant que chef de ce restaurant que le titre de Meilleur ouvrier de France lui a été décerné.
En 2017, il remporte le Trophée des Futures Étoiles de Joël Robuchon au Futuroscope en tant que coach.

## Source
- http://www.radiofrance.fr/